# Syresham
Syresham är en ort och civil parish i Storbritannien.   Den ligger i grevskapet Northamptonshire i riksdelen England, i den södra delen av landet, 90 km nordväst om huvudstaden London. Syresham ligger 139 meter över havet och antalet invånare är 805.
Terrängen runt Syresham är platt. Runt Syresham är det ganska tätbefolkat, med 160 invånare per kvadratkilometer. Närmaste större samhälle är Banbury, 17,8 km väster om Syresham. Trakten runt Syresham består till största delen av jordbruksmark.